# Punta Golai
La punta Golai (2.818 m s.l.m.) è una montagna delle Alpi di Lanzo e dell'Alta Moriana nelle Alpi Graie. Si trova in Piemonte nelle Valli di Lanzo, al confine tra i comuni di Balme (a nord) e Lemie (a sud).

## Descrizione

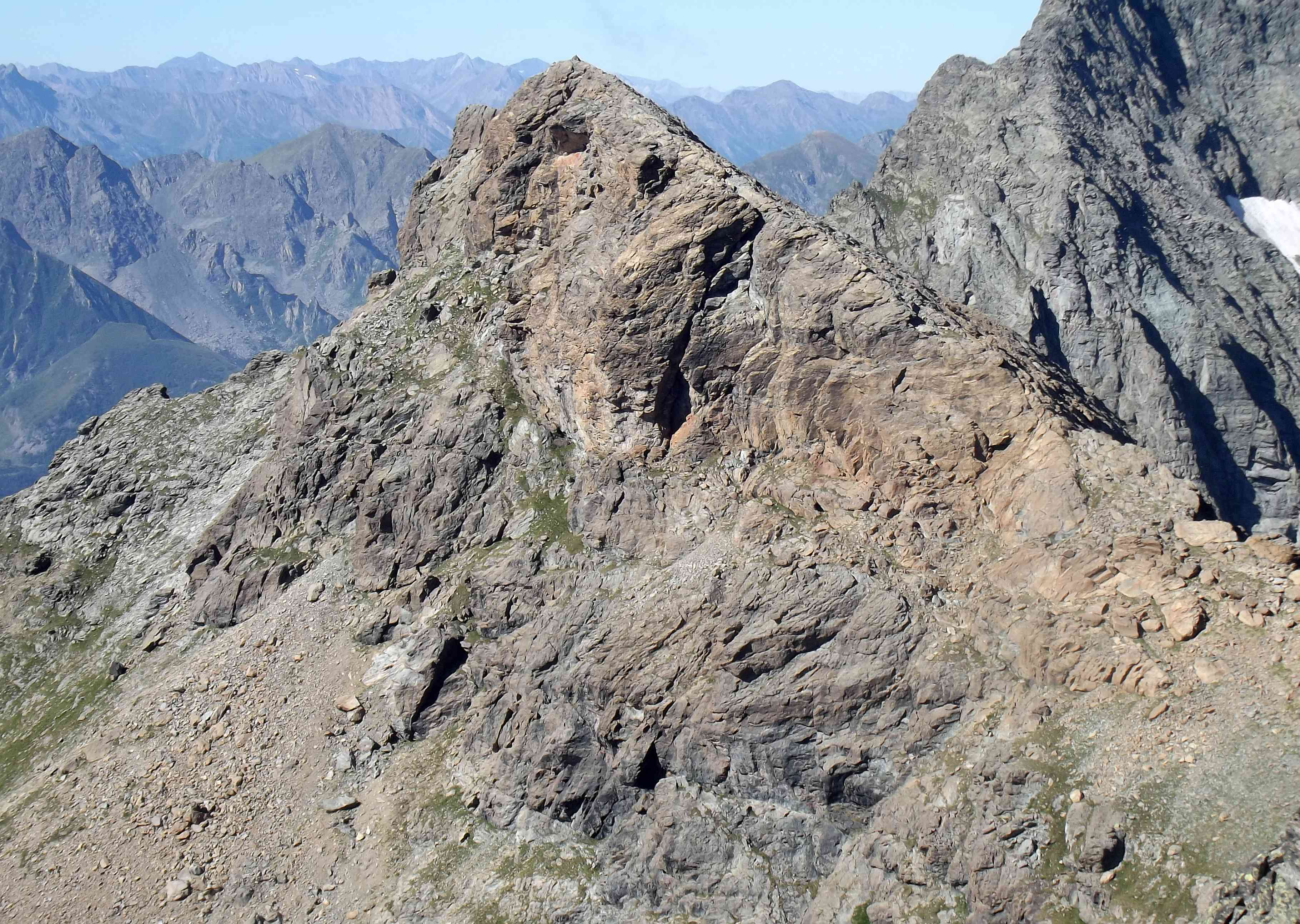
La montagna vista dalla cima Chiavesso.

La montagna si trova sulla cresta spartiacque che separa la Val d'Ala dalla Valle di Viù. Il passo Paschiet (2.431 m) la divide dalla Torre d'Ovarda (a sud-ovest), mentre il colle Puracière (2.667 m) la separa verso nord-est dalla cima Chiavesso. (2.823 m). Il versante nord-occidentale è caratterizzato nella parte alta da pendii detritici non troppo ripidi che poggiano su una bastionata rocciosa collocata a mezzacosta attorno ai 2500 metri di quota. Verso sud-est invece sono presenti alti precipizi rocciosi.
Sul punto culminante sorge un ometto di pietrame ed è stata collocata una piccola statua della Madonna.

## Accesso alla vetta

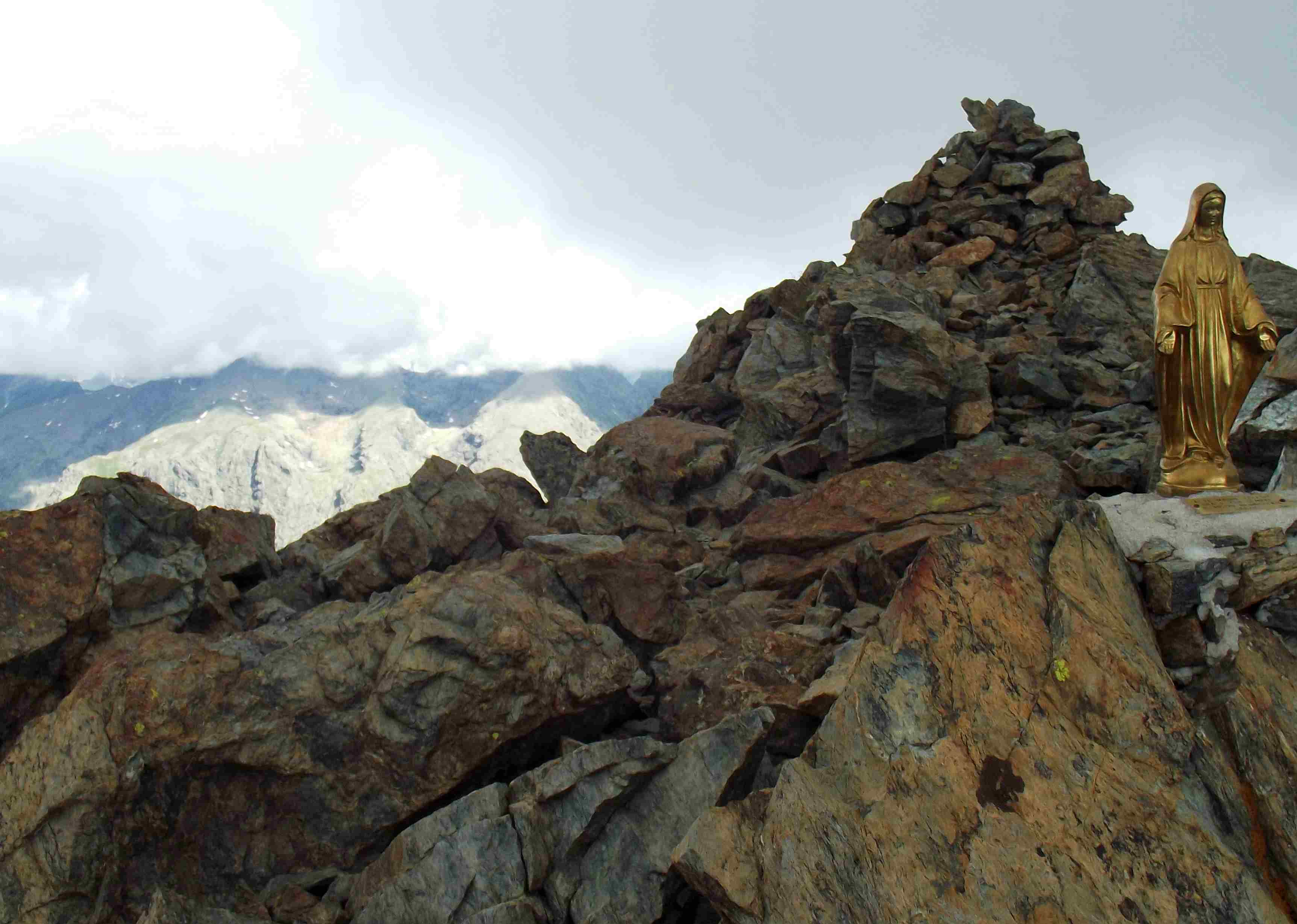
La cima della montagna

### Accesso estivo
La via normale di salita percorre la cresta sud-occidentale a partire dal passo Paschiet. L'avvicinamento parte in genere dalla frazione Cornetti di Balme oppure da Frè (sempre in comune di Balme), dove termina la strada; da qui si raggiunge il passo Paschiet seguendo il tracciato della GtA che transita per i laghi Verdi e il bivacco Gandolfo.
L'itinerario è complessivamente valutato di una difficoltà escursionistica EE.

### Accesso invernale
La montagna è meta di una apprezzata gita sciaplinistica, sempre con partenza da Cornetti di Balme. L'itinerario è considerato di difficoltà BS.

## Punti d'appoggio
Il bivacco Gandolfo può essere utilizzato per partire più in quota al mattino; a Balme esiste inoltre un posto tappa della GtA.

## Cartografia
- Cartografia ufficiale italiana dell'Istituto Geografico Militare (IGM) in scala 1:25.000 e 1:100.000, consultabile on line
- Istituto Geografico Centrale - Carta dei sentieri e dei rifugi scala 1:50.000 n. 2 Valli di Lanzo e Moncenisio
- Istituto Geografico Centrale - Carta dei sentieri e dei rifugi scala 1:25.000 n.110 Alte Valli di Lanzo (Rocciamelone - Uja di Ciamarella - Le Levanne)